# Wiktor Rzeczycki
Wiktor Rzeczycki (ur. 9 lipca 1929 w Mińsku Litewskim, zm. 13 lutego 2023 w Gdańsku) – polski naukowiec, lekarz, biochemik, profesor nauk medycznych.

## Życiorys
Syn Józefa i Heleny. W 1959 na Akademii Medycznej w Gdańsku uzyskał stopień naukowy doktora nauk medycznych. W 1964 uzyskał stopień docenta. W latach 1969–1980 pełnił funkcję kierownika Zakładu Biochemii Akademii Medycznej w Białymstoku. W 1981 uzyskał tytuł naukowy profesora nadzwyczajnego. Posiadał specjalizację II stopnia z analityki lekarskiej.
Został pochowany na gdańskim cmentarzu Srebrzysko.